# Sobat
El Sobat es un riu de la conca del Gran Nil Superior al nord-est del Sudan del Sud. Neix al Altiplà d'Etiòpia i s'uneix al Nil Blanc a prop de Malakal. Amb una longitud d'uns 740 km té una conca hidrogràfica de 225.000 km² i contribueix amb 412 m³/s al Nil. Durant l'època de la inundació, el Sobat porta una quantitat gran de sediments, per la qual cosa contribueix en gran manera al color del Nil Blanc.